# معاينة (طب)

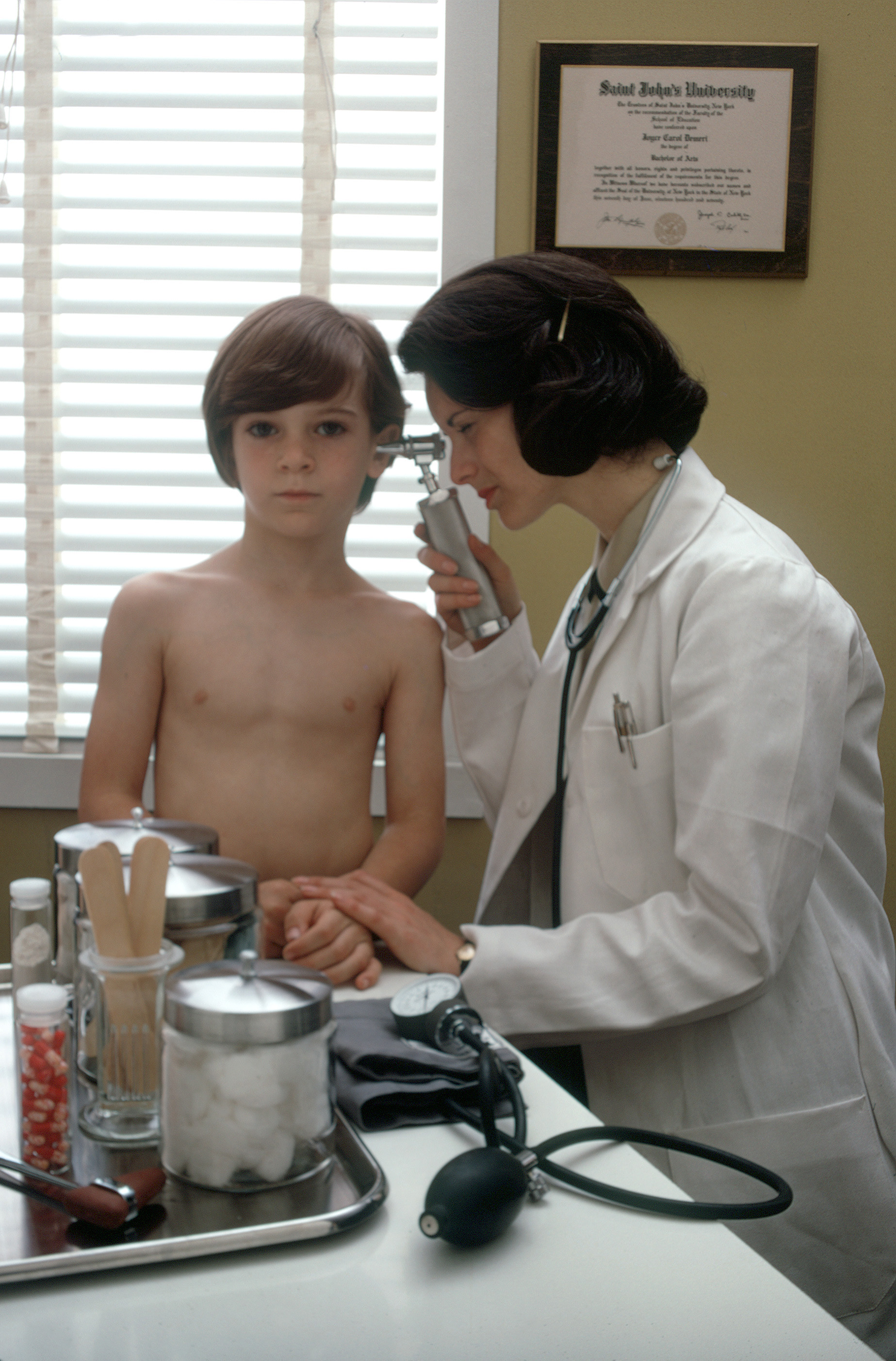
معاينة

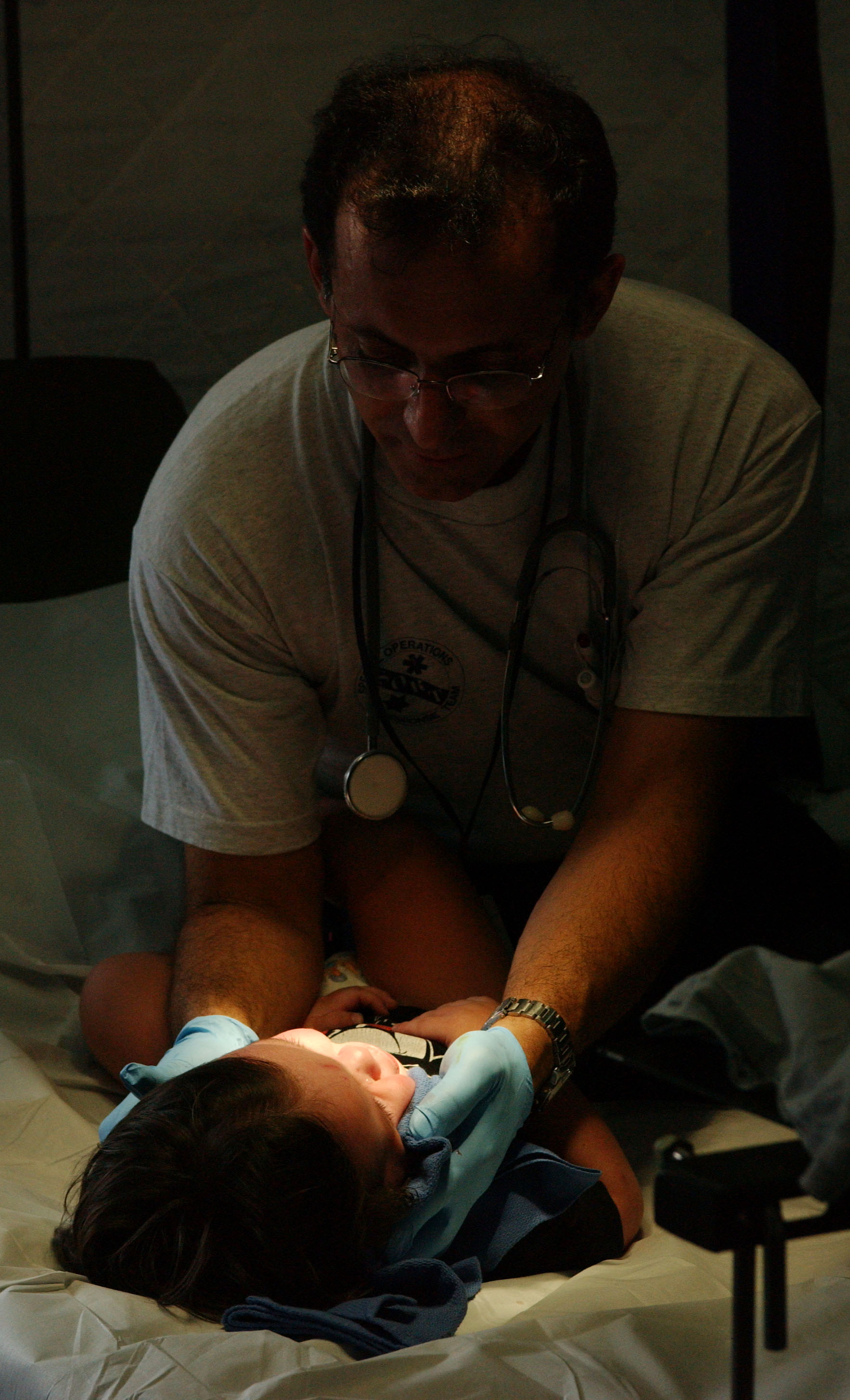
معاينة

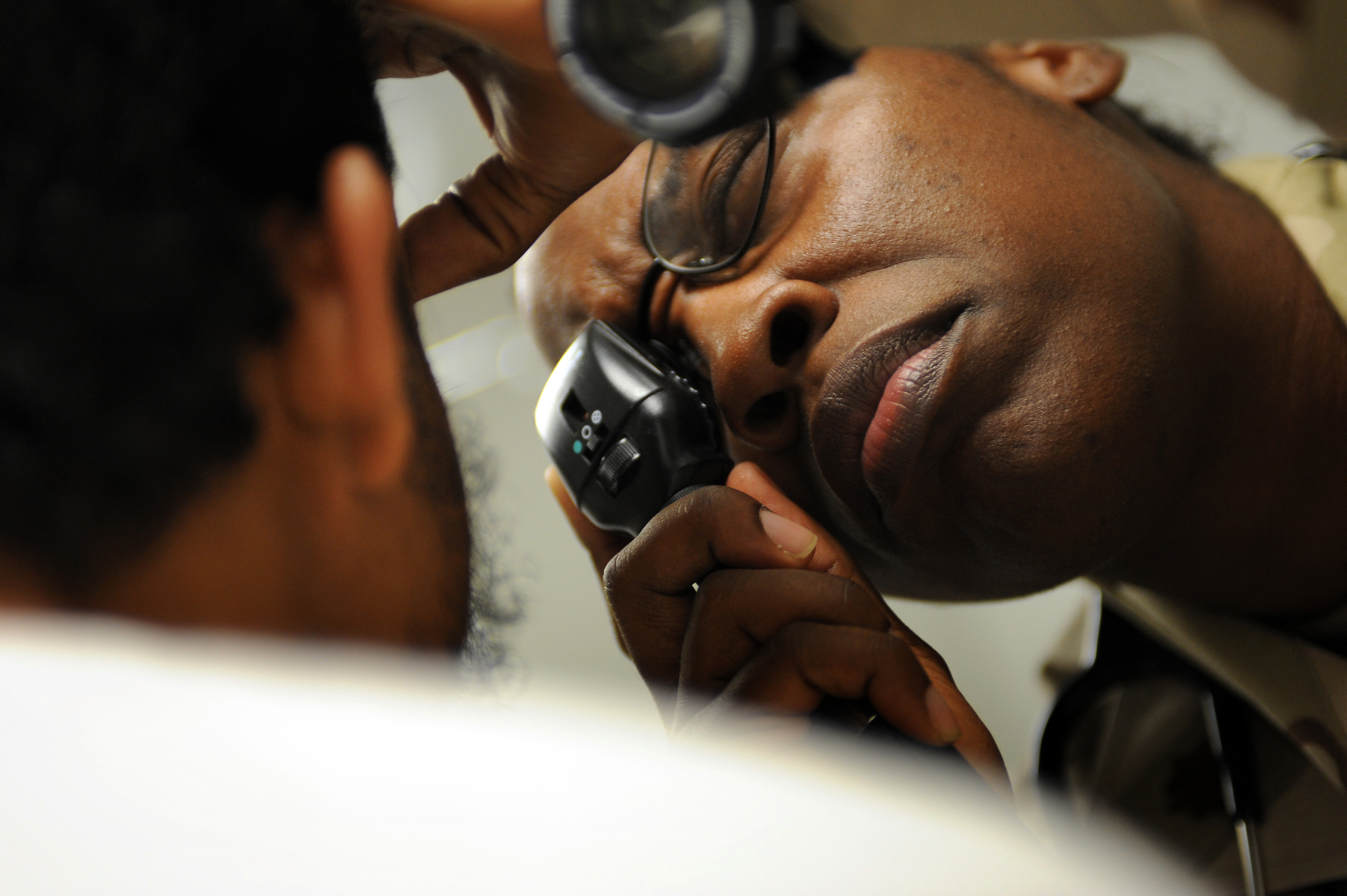
معاينة

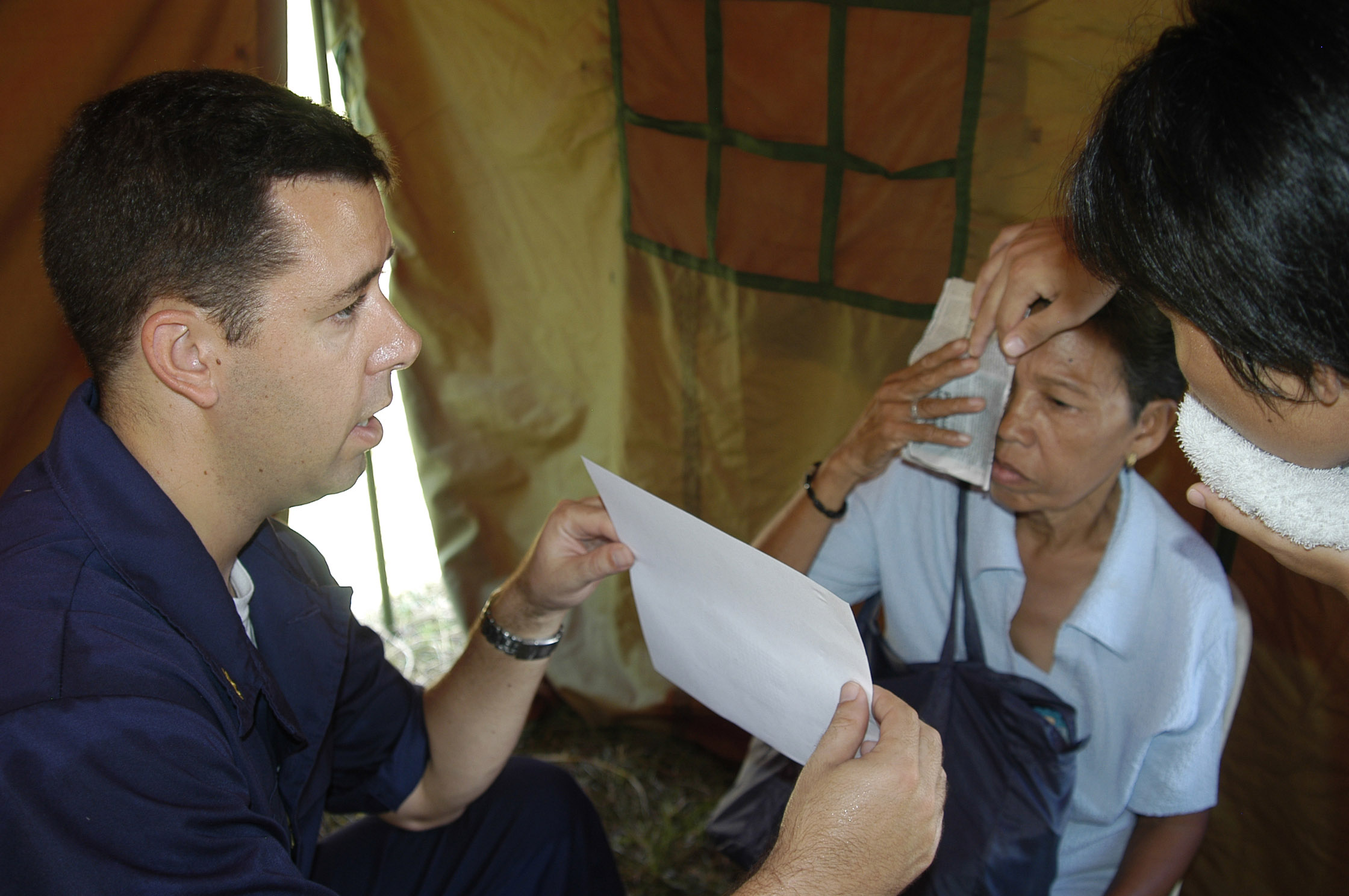
معاينة

المعاينة (بالإنجليزية: inspection)‏ أو «الفحص الطبي» أو «الكشف على المريض» من أصل كلمة (باللاتينية: Inspectio) بمعنى: مستهل أو نظر أو لمح، وهي تعني في الطب عملية التبصر الشامل للمريض بتؤدة وبغير استعجال، وهذا يتطلب استخدام العين المجردة.

## المعاينة
يقوم الشخص الفاحص أثناء المعاينة بملاحظة مايلي: 

### العلامات الخارجية
- ملامح الجسم وتناظر مظهر الجانبين.
- الحالة الغذائية أو الوزن.
- لون البشرة.
- سرعة وحجم النفس أثناء التنفس.
- حركة البطن وكل جانب من جانبي الصدر أثناء التنفس.
- توزيع الشعر.
- عضلات المستقيم.
- السرة (الموقع-الشكل-اللون-الارتشاح).
- المشية وطريقة الكلام.

### إجمالي التغير في المريض
- خطوط الكفاف غير الطبيعية.
- الندبات والتجعدات الصغيرة.
- الكتل المرئية.
- التلون.
- التورم.
- الهزة.

في الممارسة الطبية، لا تقتصر المعاينة على المعلومات البصرية وحدها، بل تنطوي المعاينة أيضا على: 
- الاستماع إلى الأصوات الصادرة من المريض.
- الروائح التي قد تكون موجودة.

## التعريف الطبي للمعاينة
بحسب التعريف الطبي الموجود في «نظام ترميز الإجراءات الخاص بالتصنيف الدولي للأمراض 10 (ICD-10-PCS)»، في قسم "0" الخاص بالطب والجراحة، عملية الجذر "J"، فإن المعاينة تعني استكشاف جزء من جسم المريض بصريا و/أو يدويا:
- المعاينة البصرية يمكن أن تكون بواسطة أو بدون الأجهزة البصرية.
- المعاينة اليدوية يمكن القيام بها مباشرة أو من خلال طبقات الجسم المتداخلة.

ومن أمثلة ذلك التشخيص تنظير المفصل أو الاستكشاف البطني.